# بلفاست

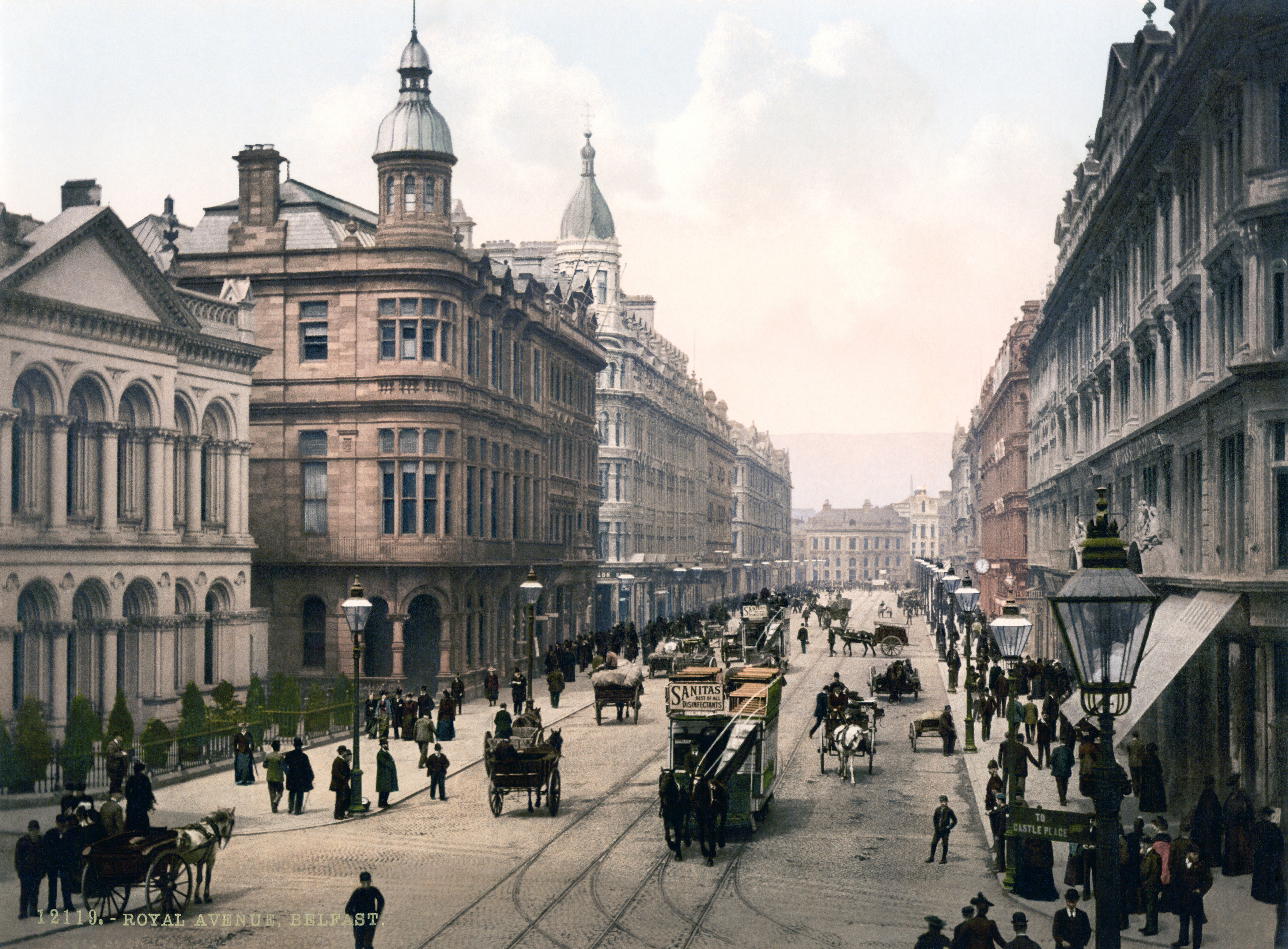
تصویری از شهر بلفاست در دهه ۱۸۹۰ میلادی

بِلفاست (به انگلیسی: Belfast، به ایرلندی: Béal Feirste) پایتخت ایرلند شمالی است که در کنار رودخانه لاگان در ساحل شرقی ایرلند شمالی قرار دارد. بلفاست دومین شهر پرجمعیت جزیره ایرلند است و جمعیت آن در سال ۲۰۱۸ حدود ۳۴۱٬۸۷۷ تخمین زده شد.

## جغرافیا
بلفاست بزرگ‌ترین شهر استان اولستر و دومین شهر بزرگ جزیره ایرلند پس از دوبلین است.
در سال ۲۰۱۱ جمعیت منطقه بلفاست بزرگ (شهر بلفاست و حومه آن) برابر با ۶۷۱٬۵۵۹ نفر بود که ۲۷۶٬۴۵۹ نفر از آنها در داخل شهر زندگی می‌کردند.

## نام
نام بلفاست از واژه‌های ایرلندی Béal Feirsde گرفته شده که Béal به معنی «دهانه» و Feirsde به معنای ماسه‌زار عرض رودخانه است و بنابراین بلفاست معنی «دهانه ماسه‌زار رودخانه» را می‌دهد.
ماسه‌زاری که این نام به آن اشاره دارد در پیوندگاه دو رود لاگان و یکی از شاخه‌های آن به نام فارسِت، قرار گرفته و در محلی است که امروزه بارانداز دونگال نام دارد.

## پیشینه صنعتی
شهر بلفاست از شهرهای مهم دوران انقلاب صنعتی در پادشاهی متحد بود. کشتی‌سازی از جمله صنایع عمده بلفاست به حساب می‌رفت و کشتی معروف تایتانیک در این شهر ساخته شده بود.

## شهرهای خواهر خوانده
- بوستون - ایالات متحده آمریکا
- نشویل - ایالات متحده آمریکا
- شنیانگ - جمهوری خلق چین
- هفئی - جمهوری خلق چین
- ونجو - کره جنوبی